# Ola und Kari Nordmann

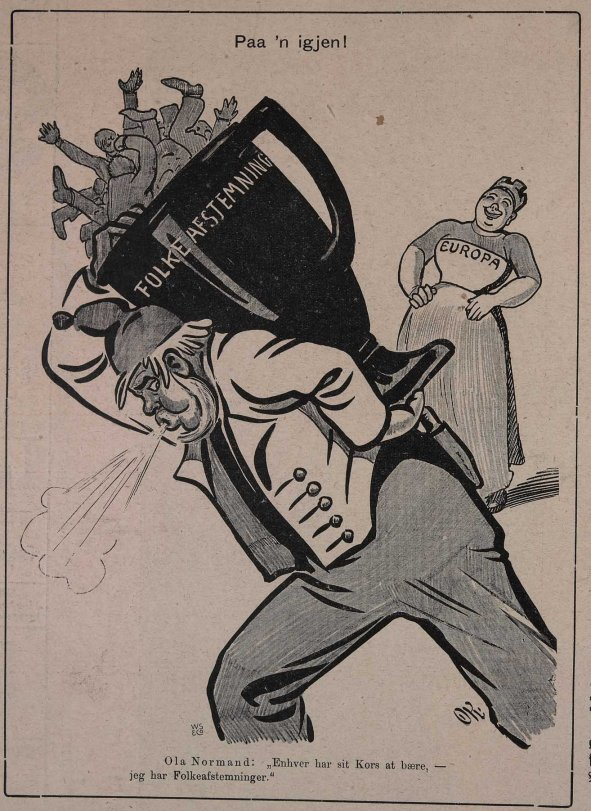
Karikatur Ola Nordmanns mit spottender Europa im Hintergrund.

Ola und Kari Nordmann (norwegisch: Ola og Kari Nordmann (ausgesprochen nuurmann), oft auch nur: Ola og Kari) ist in Norwegen eine Bezeichnung sowohl für die Allegorie auf alle Einwohner des Landes wie auch ein verbreiteter Platzhaltername für eine norwegische Durchschnitts-Familie. 

## Geschichte und Verbreitung
Die Figur des Ola Nordmann entstand im 19. Jahrhundert, als Henrik Wergeland ein Buch mit nordischen Erzählungen herausgab. Im frühen 20. Jahrhundert wurde die Figur wieder aufgegriffen und seither sowohl in Karikaturen verwendet (dort trägt er traditionelle Bunad-Kleider und eine Bauernmütze, wie sie auch etwa mit Nissen in Verbindung gebracht wird) sowie auch im Wortschatz als fiktive Person, stellvertretend für den durchschnittlichen Norweger. Ola und Kari (von Katarina) sind häufige norwegische Namen und werden darum im norwegischen Journalismus gerne mit dem Durchschnittsnorweger gleichgesetzt. Im Deutschen vergleichbare Figuren sind sowohl Otto Normalverbraucher als Durchschnittskonsument, aber auch der Deutsche Michel als Allegorie auf alle Landesbürger.
Zum Ausfüllen von Formularen (vergleichbar dem deutschen Mustermann) wird hingegen der fiktive Peder Ås gebraucht.

## Weblink
- Statistisk sentralbyrå („Statistisches Zentralbüro“): Dette er Kari og Ola – Kvinner og menn i Norge (dt. „Das sind Kari und Ola – Frauen und Männer in Norwegen“, Broschüre über die statistischen Daten norwegischer Bürger, auf leicht verständliche Weise beschrieben)